# 戴遗山
戴遗山（1932年3月12日—2010年9月20日），男，汉族，上海人，中国水动力学专家，哈尔滨工程大学终身荣誉教授，第六届全国人大代表。